# Wonokromo (Gondang)
Wonokromo is een bestuurslaag in het regentschap Tulungagung van de provincie Oost-Java, Indonesië. Wonokromo telt 2173 inwoners (volkstelling 2010).